# Jerzy Putrament

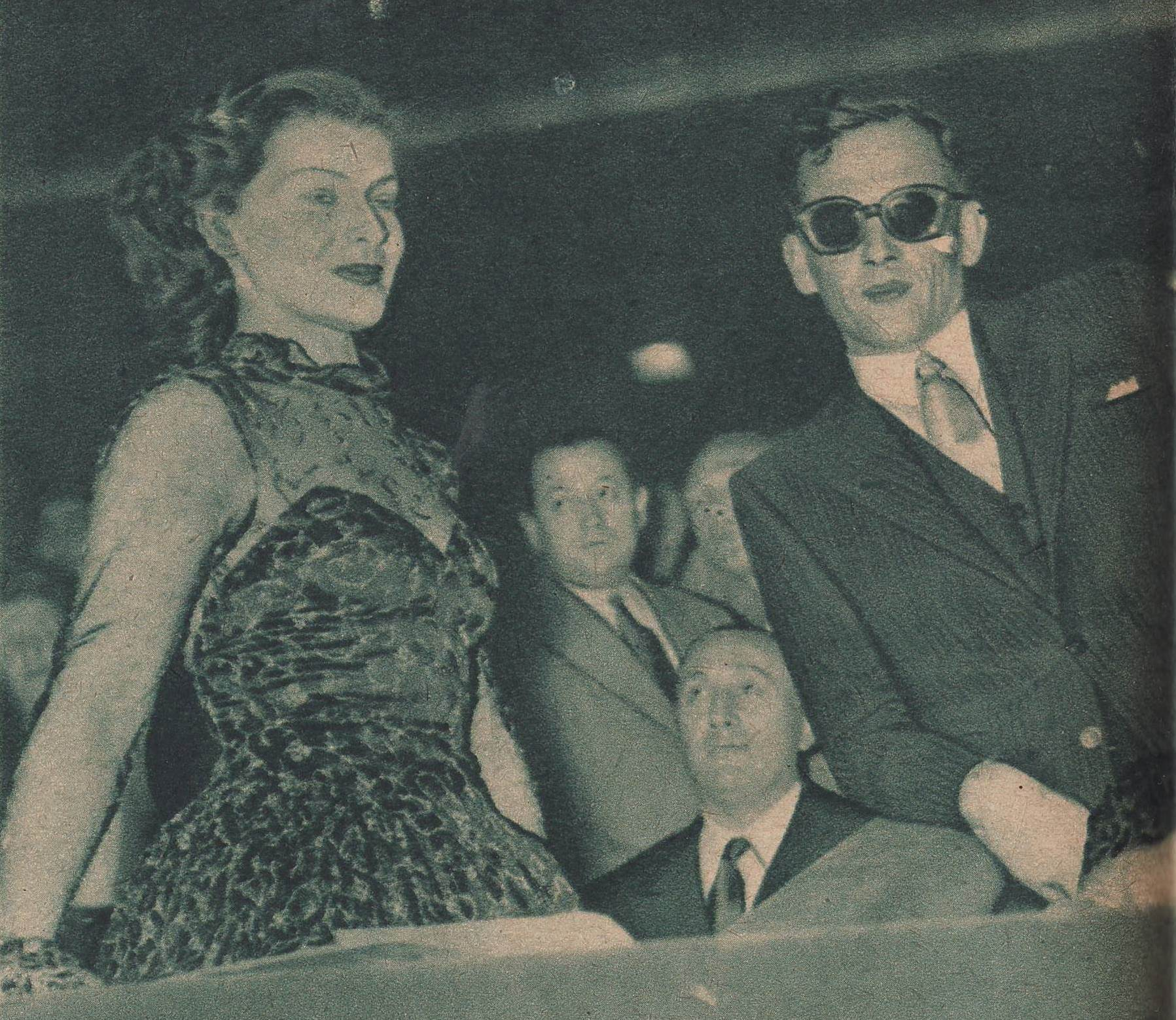
Barbara Drapińska i ambasador Jerzy Putrament podczas premiery filmu „Ostatni etap” w Paryżu

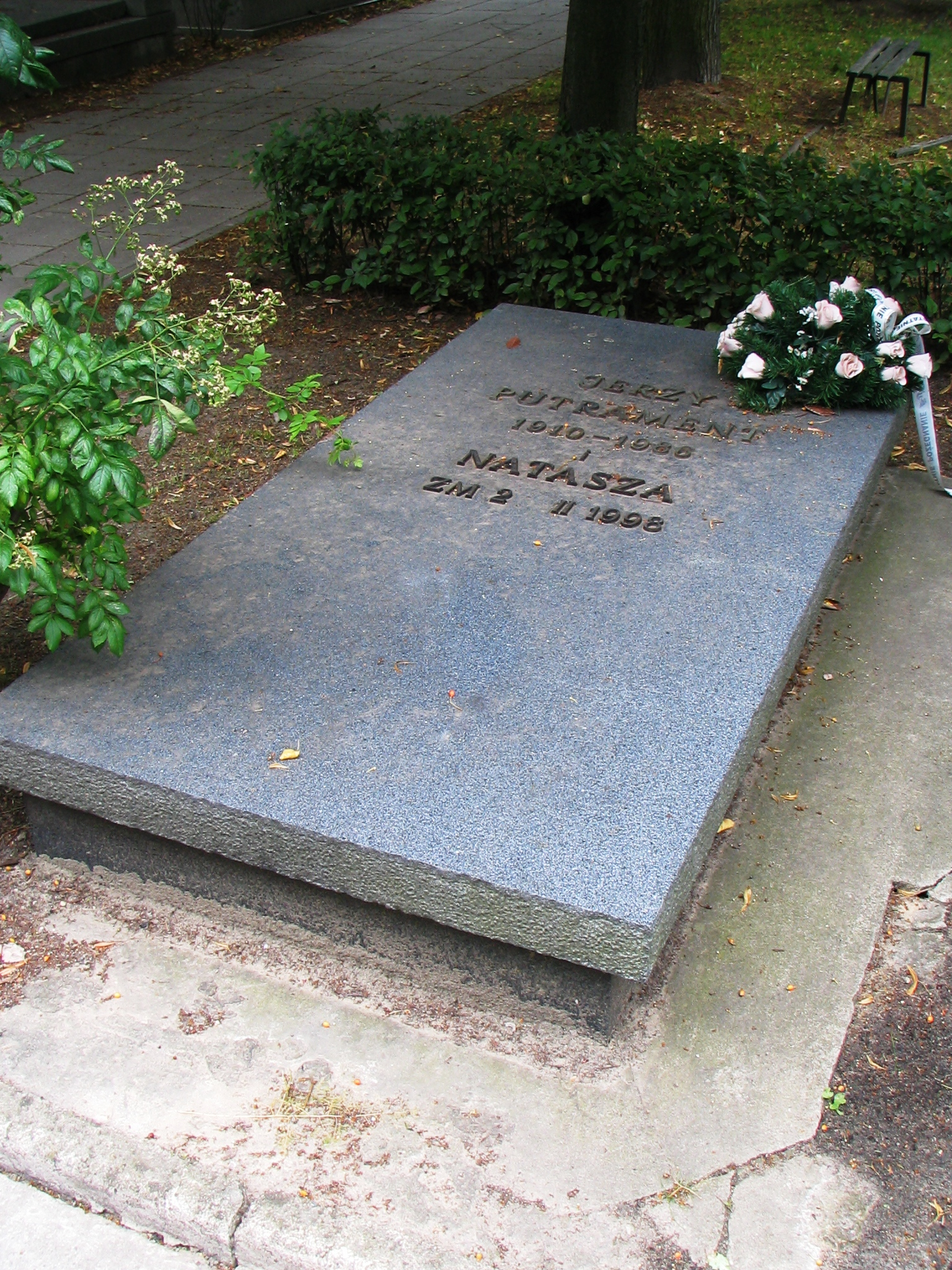
Grób Jerzego Putramenta na Cmentarzu Wojskowym na Powązkach w Warszawie (23 lipca 2008)

Jerzy Putrament, ps. „Jerzy Pleśkiewicz” (ur. 1 listopada?/14 listopada 1910 w Mińsku, zm. 23 czerwca 1986 w Warszawie) – polski pisarz, poeta, publicysta, poseł na Sejm PRL I kadencji i II kadencji z ramienia PZPR, członek egzekutywy POP PZPR przy Zarządzie Głównym Związku Literatów Polskich, członek Związku Akademickiego Młodzież Wszechpolska, Obozu Wielkiej Polski. W latach 1947–1950 ambasador RP we Francji. Budowniczy Polski Ludowej.

## Życiorys
Wychował się w polskiej rodzinie sanacyjnego oficera (jego ojcem był Władysław Putrament, oficer wojskowy, matką Maria z pochodzenia Rosjanka) o tradycjach patriotycznych, wyznania prawosławnego. Jego siostrą była prof. Aleksandra Putrament, genetyczka.
W 1930 rozpoczął studia na polonistyce na Uniwersytecie Stefana Batorego w Wilnie, ukończył je w 1934. W czasie studiów początkowo był korporantem Filomatii Vilnensis i członkiem Młodzieży Wszechpolskiej oraz wiceprezesem tej organizacji w połowie lat trzydziestych dokonał wolty politycznej, przechodząc na pozycje komunisty-internacjonalisty.
Członek grupy literacko-artystycznej Żagary. Debiut poetycki w 1932. Na przełomie lat 1933/1934 opublikował (pod pseudonimem Jerzy Pleśkiewicz) przekłady utworów Bunina. Opisany w Zniewolonym umyśle (Czesław Miłosz) jako Gamma. W 1937 wraz z kolegami został oskarżony o prowadzenie propagandy komunistycznej na łamach czasopisma „Poprostu”, wskutek czego wydawnictwo zostało zamknięte.
Po wybuchu wojny znalazł się we Lwowie, gdzie działał w kolaboracyjnym Związku Pisarzy. Po prowokacji NKWD i aresztowaniu grupy pisarzy polskich (m.in. Wata, Broniewskiego, Sterna, Peipera, Parnickiego) w styczniu 1940 zaczął organizować serwilistyczny list potępiający aresztowanych. Inicjatywa ta spełzła na niczym, utrącona przez Wandę Wasilewską. Ze wspomnień Michała Borwicza, późniejszego współpracownika paryskiej „Kultury”, można wnioskować, że Putrament wtedy został zwerbowany przez NKWD. W wierszu Nasza ojczyzna napisał m.in.: I wie każdy – od starca do dziecka – że najbardziej potężna na świecie jest ojczyzna nasza radziecka, a my wierne jesteśmy jej dzieci. 17 września 1940 przyjęto go do Związku Radzieckich Pisarzy Ukrainy. Po zaatakowaniu ZSRR przez Niemcy hitlerowskie ewakuował się do Moskwy, gdzie spędził okres aż do wyzwolenia Wilna w lipcu 1944. Współtwórca Związku Patriotów Polskich i 1 Armii Wojska Polskiego, oficer oświatowo-polityczny I Dywizji im. T. Kościuszki. Do Lublina wkroczył w stopniu majora.
W 1944 Putrament został wysłany przez gen. Zygmunta Berlinga do Wilna, by namawiać członków AK do wstępowania do 1 Armii. Wykonywał też inne misje w imieniu Związku Patriotów Polskich.
Po wojnie był w latach 1947–1950 ambasadorem RP w Paryżu. Następnie pracował w Zarządzie Głównym Związku Literatów Polskich (w latach 1950–1953 sekretarz generalny, 1955–1956 oraz 1959–1980 wiceprezes), gdzie w okresie stalinowskim sprawował faktyczną władzę. Działał w Polskim Komitecie Obrońców Pokoju. 22 listopada 1950 w Warszawie na II Kongresie Obrońców Pokoju został wybrany w skład Światowej Rady Pokoju.
19 października 1956 roku, w dniu rozpoczęcia obrad VIII Plenum KC PZPR, opublikował w „Trybunie Ludu” artykuł Sedno sprawy, w którym krytykował stalinowski model socjalizmu i wypowiadał się za utworzeniem samorządnych rad robotniczych. Na artykuł ten gwałtownie i krytycznie zareagował organ KPZR „Prawda” w artykule Antysocjalistyczne wystąpienia w prasie polskiej.
W latach 1954–1957 i 1963–1973 był prezesem Polskiego Związku Szachowego, a w latach 1955–1968 kierownikiem literackim zespołu filmowego „Start”. W latach pięćdziesiątych związany z „frakcją” puławian.
W latach 1966–1971 był współredaktorem „Miesięcznika Literackiego”, a następnie redaktorem naczelnym ukazującego się w latach 1972–1981 warszawskiego tygodnika literacko-społecznego „Literatura”. W 1969 był członkiem Komisji Nagród Ministerstwa Kultury i Sztuki. W październiku 1973 otrzymał awans do stopnia pułkownika.
Oprócz krytyczno-propagandowej powieści Wrzesień opisującej klęskę 1939 roku, za najgłośniejszy utwór literacki Putramenta uchodzi jego późna powieść światopoglądowa Bołdyn, zekranizowana w 1982 przez Czesława i Ewę Petelskich.
W latach 1944–1948 członek PPR, a od 1948 – PZPR. Był zastępcą członka (1948–1964) oraz członkiem (1964–1981) Komitetu Centralnego PZPR. W kwietniu 1971 został powołany w skład Komisji Zjazdowej do przygotowania VI Zjazdu PZPR, który odbył się w grudniu 1971. W latach 1952–1961 poseł na Sejm PRL I i II kadencji z ramienia PZPR. W 1981 był członkiem tzw. Komisji Grabskiego powołanej przez Komitet Centralny PZPR w celu ustalenia odpowiedzialności osobistej członków ekipy Edwarda Gierka. Aż do śmierci zasiadał także w Radzie Naczelnej ZBoWiD. W 1983 wybrany w skład Krajowej Rady Towarzystwa Przyjaźni Polsko-Radzieckiej.
Pochowany z honorami wojskowymi 27 czerwca 1986 w Alei Zasłużonych na Cmentarzu Wojskowym na Powązkach w Warszawie (kwatera A31-tuje-10). W pogrzebie wzięli udział przedstawiciele władz PRL: członkowie Biura Politycznego KC PZPR Józef Czyrek i Jan Główczyk, sekretarz KC PZPR Waldemar Świrgoń, wicepremier Zbigniew Gertych, przewodniczący Rady Krajowej PRON Jan Dobraczyński, kierownik Wydziału Kultury KC PZPR Witold Nawrocki, minister kultury i sztuki Kazimierz Żygulski, prezes Związku Literatów Polskich Halina Auderska.

## Życie prywatne
Żonaty z Anastazją (Nataszą) Putrament (1922–1998). Ich  syn Konstanty (1949–2006) był operatorem, później dziennikarzem, pisarzem i wydawcą, prezesem agencji PR.

## Twórczość[25]

### Poezja
- 1934 – Wczoraj powrót
- 1937 – Droga leśna
- 1944 – Wojna i wiosna
- 1951 – Wiersze wybrane

### Proza
- 1936 – Struktura nowel Prusa
- 1946 – Święta kulo
- 1947 – Rzeczywistość
- 1952 – Wrzesień
- 1952 – Notatnik chiński
- 1953 – Od Wołgi do Wisły
- 1953 – Na literackim froncie
- 1954 – Rozstaje
- 1955 – Trzy powroty
- 1956 – Notatki polemiczne
- 1956 – Dwa łyki Ameryki
- 1956 – Wakacje
- 1957 – Wypadek w Krasnymstawie
- 1957 – Trzynasty z Wesołka
- 1958 – Strachy w Biesalu; kryminał
- 1959 – Kronika obyczajów
- 1959 – Fiołki w Neapolu
- 1961 – Arka Noego
- 1961 – Arkadia
- 1961 – Chińszczyzna
- 1961 – Pół wieku, t. I
- 1961 – Pół wieku, t. II
- 1963 – Cztery strony świata
- 1963 – Pasierbowie
- 1964 – Odyniec
- 1966 – Puszcza
- 1967 – Małowierni
- 1969 – Bołdyn
- 1977 – Hiszpańska szkoła jazdy (Wydawnictwo Pojezierze)
- 1979 – Akropol
- Wybrańcy

- 1978 – t. 1 Ucieczka
- 1979 – t. 2 Powrót
- 1983 – t. 3 Potąd

## Ordery i odznaczenia
- Order Budowniczych Polski Ludowej (1974)[26]
- Order Sztandaru Pracy I klasy
- Krzyż Komandorski z Gwiazdą Orderu Odrodzenia Polski (1970)
- Order Sztandaru Pracy II klasy (22 lipca 1952)[27]
- Order Krzyża Grunwaldu III klasy (19 listopada 1946)[28]
- Krzyż Oficerski Orderu Odrodzenia Polski (19 lipca 1946)[29]
- Medal 30-lecia Polski Ludowej
- Medal 40-lecia Polski Ludowej (1984)[30]
- Medal 10-lecia Polski Ludowej (19 stycznia 1955)[31]
- Medal im. Ludwika Waryńskiego (1986)[32]
- Brązowy Medal „Za zasługi dla obronności kraju” (1967)[33]
- Odznaka honorowa „Zasłużony dla Warmii i Mazur” (1965)[34]
- Medal "Za zasługi w rozwoju współpracy kulturalnej między Polską a Związkiem Radzieckim" (przyznany przez ZG TPPR, 1974)[35]
- Kawaler Orderu Legii Honorowej (Francja, 1947)[36]
- Krzyż Wojenny z Palmą (Francja, 1947)[36]
- Order Przyjaźni Narodów (ZSRR, 1981)
- Medal 40-lecia Zwycięstwa w Wielkiej Wojnie Ojczyźnianej 1941–1945 (ZSRR, 1985)[37]

## Nagrody i wyróżnienia
- Nagroda Państwowa I stopnia z okazji 20-lecia Polski Ludowej (22 lipca 1964)[38]
- Nagroda Państwowa II stopnia za powieść Wrzesień (1953)[39]
- Nagroda Państwowa II stopnia za powieść Rozstaje (1955)[40][41]
- Nagroda II stopnia Ministra Obrony Narodowej w dziedzinie literatury za książkę "Pół wieku" (tom II – "Wojna" 1962)[42]
- Dyplom honorowy Związku Pisarzy ZSRR (1976)[43]
- Nagroda „Trybuny Ludu” (1977)[44]
- Nagroda im. Ludwika Waryńskiego (1986) za cykl powieści politycznych zawarty w 10 tomach "Pism" wydanych przez Wydawnictwo "Książka i Wiedza"[45]